# Championnat de Belgique masculin de handball 2001-2002
Navigation
Division d'Honneur 2000-2001 Division d'Honneur 2002-2003
La saison 2001-2002 du championnat de Belgique de handball fut la 44e édition de la plus haute division belge de handball. La première phase du championnat la phase classique, est suivie des Play-offs et des Play-downs.  
Cette édition fut remportée par le HC Eynatten, champion pour la troisième fois de suite
Enfin, l'Ajax Lebbeke est relégué et sera remplacé la saison suivante par le HBC Izegem.

## Participants
| Club                | Classement 2000-2001 | Localisation | Entraîneur                            | Salle                        | Capacité |
| ------------------- | -------------------- | ------------ | ------------------------------------- | ---------------------------- | -------- |
| HC Eynatten         | 1er                  | Raeren       | Pim Rietbroek                         | Sporthalle Eynatten          | 700      |
| Initia HC Hasselt   | 2e                   | Hasselt      |                                       | Sporthal Alverberg           | 1 730    |
| Sporting Neerpelt   | 3e                   | Neerpelt     | Jos Schouterden                       | Sportcentrum Dommelhof       | 1 600    |
| Union beynoise      | 4e                   | Beyne-Heusay |                                       | Hall Omnisports Edmond Rigo  | 400      |
| HCE Tongeren        | 5e                   | Tongres      | Pedrag Dosen                          | Eburons Dôme Tongeren        | 1 000    |
| VOO HC Herstal      | 6e                   | Herstal      |                                       | Hall Omnisports "La Préalle" | 1200     |
| KV Sasja HC Hoboken | 7e                   | Anvers       | Alex Jacobs                           | Sportcomplex Sorghvliedt     | 950      |
| Ajax Lebbeke        | 8e                   | Lebbeke      | Wim Van Der Borght Frank Van Uytfange | ?                            | ?        |
| Olse Merksem HC     | 9e                   | Anvers       |                                       | Sportcentrum De Rode Loop    | 321      |
| HC Visé BM          | ? (D1)               | Visé         |                                       | Hall Omnisports de Visé      | -        |

### Localisation
| \| HCE Tongeren Initia HC Hasselt HC Visé BM KV Sasja Sporting Neerpelt HC Eynatten Union Beynoise Herstal Olse Merksem HC VOO HC Herstal Ajax Lebbeke \| Localisation des clubs engagés dans le championnat |
| HCE Tongeren Initia HC Hasselt HC Visé BM KV Sasja Sporting Neerpelt HC Eynatten Union Beynoise Herstal Olse Merksem HC VOO HC Herstal Ajax Lebbeke                                                          |

Nombre d'équipes par Province
| # | Province                        | Nombre | Équipe(s)                                               |
| - | ------------------------------- | ------ | ------------------------------------------------------- |
| 1 | Province de Liège               | 4      | HC Eynatten, Union beynoise, HC Visé BM, VOO HC Herstal |
| 2 | Province de Limbourg            | 3      | Initia HC Hasselt, HCE Tongeren, Sporting Neerpelt      |
| 3 | Province d'Anvers               | 2      | KV Sasja HC Hoboken, Olse Merksem HC                    |
| 4 | Province de Flandre-Occidentale | 1      | Ajax Lebbeke                                            |

## Compétition

### Organisation du championnat
La saison régulière est disputée par 10 équipes jouant chacune l'une contre l'autre à deux reprises selon le principe des phases aller et retour. Une victoire rapporte 2 points, une égalité, 1 point et, donc une défaite 0 point.
Après la saison régulière, les 6 équipes les mieux classées s'engagent dans les play-offs. Une phase composée de deux groupes de trois équipes qui constitue en un mini championnat, où les participants des groupes sont tirés au sort, dans le pot 1, se retrouvent le premier et le deuxième de la phase régulière, elles débuteront avec 3 points, dans le pot 2, se retrouvent le troisième et le quatrième de la phase régulière et dans le dernier et pot 3, se retrouvent le cinquième et le sixième de la phase régulière.
Lors de ces play-offs, les premiers des deux groupes sont qualifiés pour la finale, une finale au meilleur des trois manches où l'équipe des deux qui a engrangé le plus de points se qualifie lors de ces play-offs reçoit pour la première manche et l'équipe des deux ayant engrangé le moins de points reçoit lors des deux autres manches. Il est important de noter que si l'une des deux équipes remporte les deux premières manches, dans ce cas la troisième manche n'est pas joué car l'équipe qui a remporté ces deux manches et déclarer championne de Belgique.
Pour déterminer qui occupera la troisième place à la sixième, les deuxièmes des groupes affrontent les troisièmes du groupe opposé.
C'est quatre équipes s'affrontent pour le titre de champion mais aussi pour se qualifier en Coupe d'Europe la saison suivante.
Pour ce qui est des 4 dernières équipes de la phase régulière, elles s'engagent quant à elles dans les play-downs. Il s'agit là aussi d'un mini championnat en phase aller-retour mais pour laquelle, le premier de c'est play-downs commence avec 4 points, le second, 3, le troisième, 2 et le quatrième avec 1 points.
Ces quatre équipes s'affrontent dans le but de ne pas pouvoir finir à la dernière place synonyme de relégation en division 2.

### Saison régulière

#### Classement
|    | Équipe                | Pts | J  | G  | N | P  | Bp  | Bc  | Diff |
| -- | --------------------- | --- | -- | -- | - | -- | --- | --- | ---- |
| 1  | HC Eynatten (T)       | 33  | 18 | 16 | 1 | 1  | 506 | 395 | 111  |
| 2  | Sporting Neerpelt (C) | 28  | 18 | 14 | 0 | 4  | 497 | 436 | 61   |
| 3  | HC Herstal/Ans        | 27  | 18 | 13 | 1 | 4  | 462 | 410 | 52   |
| 4  | Union beynoise        | 22  | 18 | 11 | 0 | 7  | 440 | 391 | 49   |
| 5  | HCE Tongeren          | 20  | 18 | 10 | 0 | 7  | 437 | 428 | 9    |
| 6  | KV Sasja HC Hoboken   | 18  | 18 | 8  | 2 | 8  | 465 | 469 | -4   |
| 7  | Initia HC Hasselt     | 12  | 18 | 5  | 2 | 11 | 424 | 433 | -9   |
| 8  | HC Visé BM            | 11  | 18 | 5  | 1 | 12 | 364 | 429 | -65  |
| 9  | Olse Merksem HC       | 7   | 18 | 3  | 1 | 14 | 414 | 492 | -78  |
| 10 | Ajax Lebbeke          | 2   | 18 | 1  | 0 | 17 | 337 | 463 | -126 |

|                 | Qualification pour les Play-Offs  |
|                 | Play-Downs                        |
| (T)             | Tenant du titre                   |
| en augmentation | Promu de 2001                     |
| (C)             | Vainqueur de la Coupe de Belgique |

#### Matchs
| Résultats (dom.\ext.)                                      | HCE   | ALE   | HCT   | IHA   | KVS   | OME   | SNE   | UBE   | HER   | HCV   |
| HC Eynatten                                                |       | 28-20 | 25-23 | 26-22 | 33-28 | 40-23 | 30-23 | 19-18 | 29-20 | 30-18 |
| Ajax Lebbeke                                               | 19-28 |       | 24-29 | 13-17 | 19-24 | 30-22 | 20-25 | 13-22 | 21-31 | 17-24 |
| HCE Tongeren                                               | 21-22 | 25-16 |       | 23-21 | 26-25 | 14-24 | 29-34 | 22-21 | 23-29 | 30-18 |
| Initia HC Hasselt                                          | 21-22 | 30-17 | 22-23 |       | 24-32 | 31-18 | 26-28 | 18-24 | 23-23 | 18-18 |
| KV Sasja HC Hoboken                                        | 28-28 | 27-21 | 26-28 | 23-30 |       | 30-30 | 23-29 | 28-26 | 23-24 | 25-23 |
| Olse Merksem HC                                            | 20-26 | 21-17 | 22-26 | 30-23 | 27-28 |       | 27-28 | 19-23 | 22-31 | 22-26 |
| Sporting Neerpelt                                          | 27-22 | 28-14 | 32-30 | 33-25 | 39-25 | 29-23 |       | 23-27 | 22-25 | 22-20 |
| Union Beynoise                                             | 20-26 | 32-24 | 24-18 | 27-22 | 21-23 | 25-21 | 27-30 |       | 23-25 | 25-16 |
| VOO HC Herstal                                             | 21-34 | 28-18 | 27-21 | 29-25 | 26-23 | 32-20 | 23-26 | 20-23 |       | 26-19 |
| HC Visé BM                                                 | 19-32 | 22-14 | 16-26 | 24-26 | 27-25 | 21-22 | 20-19 | 18-28 | 15-22 |       |
| - Victoire à domicile - Match nul - Victoire à l'extérieur |       |       |       |       |       |       |       |       |       |       |

### Play-offs

#### Composition des chapeaux
Les équipes sont réparties dans les deux groupes à la suite d'un tirage au sort et non en fonction du classement.
| Chapeau 1         | Chapeau 2      | Chapeau 3           |
| ----------------- | -------------- | ------------------- |
| HC Eynatten       | HC Herstal/Ans | HCE Tongeren        |
| Sporting Neerpelt | Union beynoise | KV Sasja HC Hoboken |

##### Groupe A
|   | Équipe            | Pts | J | G | N | P | Bp  | Bc  | Diff |  | Résultats (dom.\ext.) | NEE   | UBE   | HCT   |
| - | ----------------- | --- | - | - | - | - | --- | --- | ---- |  | --------------------- | ----- | ----- | ----- |
| 1 | Sporting Neerpelt | 11  | 4 | 4 | 0 | 0 | 119 | 98  | 21   |  | Sporting Neerpelt     |       | 32-24 | 34-28 |
| 2 | Union beynoise    | 6   | 4 | 2 | 0 | 2 | 100 | 99  | 1    |  | Union beynoise        | 25-31 |       | 24-19 |
| 3 | HCE Tongeren      | 1   | 4 | 0 | 0 | 4 | 85  | 107 | -22  |  | HCE Tongeren          | 21-22 | 17-27 |       |

##### Groupe B
|   | Équipe              | Pts | J | G | N | P | Bp  | Bc  | Diff |  | Résultats (dom.\ext.) | HCE   | H-A   | KVS   |
| - | ------------------- | --- | - | - | - | - | --- | --- | ---- |  | --------------------- | ----- | ----- | ----- |
| 1 | HC Eynatten         | 9   | 4 | 3 | 0 | 1 | 112 | 101 | 11   |  | HC Eynatten           |       | 22-20 | 33-25 |
| 2 | HC Herstal/Ans      | 8   | 4 | 3 | 0 | 1 | 110 | 99  | 11   |  | HC Herstal/Ans        | 30-29 |       | 30-25 |
| 3 | KV Sasja HC Hoboken | 1   | 4 | 0 | 0 | 4 | 113 | 129 | -16  |  | KV Sasja HC Hoboken   | 26-28 | 29-31 |       |

#### Finales

##### Match pour la cinquième place
| 11/12 mai | HCE Tongeren          | 26-25 | KV Sasja HC Hoboken               | Tongres KTA 3 |
| 11/12 mai | Christophe Bourlet 13 |       | Rik Beuckels 7 Kevin Bruynseels 7 | Tongres KTA 3 |
| 11/12 mai | Rapport               |       |                                   | Tongres KTA 3 |

##### Match pour la troisième place
| 11/12 mai | HC Herstal/Ans | 17-20 | Union beynoise  | Ans Hall des Sports Henri Germis |
| 11/12 mai | Luc Deltombe 7 |       | Thierry Finet 8 | Ans Hall des Sports Henri Germis |
| 11/12 mai | Rapport        |       |                 | Ans Hall des Sports Henri Germis |

##### Finale
| 11/12 mai | Sporting Neerpelt | 22-25   | HC Eynatten       | Neerpelt Sportcentrum Dommelhof |
| 11/12 mai | Bart Lenders 6    | (11-12) | Blagoice Krstev 8 | Neerpelt Sportcentrum Dommelhof |
| 11/12 mai | Rapport           |         |                   | Neerpelt Sportcentrum Dommelhof |

| 18 mai | HC Eynatten                 | 23-21  | Sporting Neerpelt   | Raeren Sporthalle Eynatten |
| 18 mai | Kryskow 6 Rudolf Tonkovic 6 | (12-7) | Szymon Dobrzynski 8 | Raeren Sporthalle Eynatten |
| 18 mai | Rapport                     |        |                     | Raeren Sporthalle Eynatten |

- HC Eynatten 2-0 Sporting Neerpelt

### Play-downs

#### Classement
|   | Équipe            | Pts | J | G | N | P | Bp  | Bc  | Diff |
| - | ----------------- | --- | - | - | - | - | --- | --- | ---- |
| 1 | Initia HC Hasselt | 11  | 6 | 3 | 1 | 2 | 151 | 126 | 25   |
| 2 | Olse Merksem HC   | 8   | 6 | 3 | 0 | 3 | 129 | 147 | -18  |
| 3 | HC Visé BM        | 8   | 6 | 2 | 1 | 3 | 128 | 119 | 9    |
| 4 | Ajax Lebbeke      | 7   | 6 | 2 | 2 | 2 | 113 | 129 | -16  |

|                 | Relégation en Division 2  |
| en augmentation | Promu pour les Play-downs |

#### Matchs
.
| Résultats (dom.\ext.)                                      | KVS   | HCV   | HCM   | IZE   |
| Initia HC Hasselt                                          |       | 25-22 | 30-20 | 33-13 |
| HC Visé BM                                                 | 23-18 |       | 27-17 | 17-18 |
| Olse Merksem HC                                            | 26-23 | 25-23 |       | 18-24 |
| Ajax Lebbeke                                               | 22-22 | 16-16 | 20-23 |       |
| - Victoire à domicile - Match nul - Victoire à l'extérieur |       |       |       |       |

### Champion
| Champion de Belgique de handball 2001-2002 Handball Club Eynatten 3e titre |

## Bilan

### Classement final
| Rang | Équipe                |
| ---- | --------------------- |
| 1er  | HC Eynatten           |
| 2e   | Sporting Neerpelt (T) |
| 3e   | Union beynoise (C)    |
| 4e   | HC Herstal/Ans        |
| 5e   | HCE Tongeren          |
| 6e   | KV Sasja HC Hoboken   |
| 7e   | Initia HC Hasselt     |
| 8e   | Olse Merksem HC       |
| 9e   | HC Visé BM            |
| 10e  | Ajax Lebbeke          |

|                 | Champion de Belgique et qualifiés pour la Ligue des champions |
|                 | Qualifié en Coupe EHF                                         |
|                 | Qualifié en Coupe des coupes                                  |
|                 | Qualifié en Coupe Challenge                                   |
|                 | Relégués en division 2                                        |
| (T)             | Tenant du titre                                               |
| (C)             | Vainqueur de la Coupe de Belgique                             |
| en augmentation | Promu de début de saison en Division 1                        |

### Parcours en coupes d'Europe
Le parcours des clubs belges en coupes d'Europe est important puisqu'il détermine le coefficient EHF, et donc le nombre de clubs espagnoles présents en coupes d'Europe les années suivantes.
| Club              | Compétition         | Tour d'entrée  | Résultat                  | Dernier adversaire          |
| HC Eynatten       | Ligue des champions | 1er tour       | éliminé au 1er tour       | Hapoël Rishon LeZion        |
| HC Eynatten       | Coupe EHF           | 2e tour        | éliminé au 3e tour        | SG Wallau-Massenheim        |
| Union Beynoise    | Coupe EHF           | 1er tour       | éliminé au 2e tour        | RK Prevent Slovenj Gradec   |
| Sporting Neerpelt | Coupe des coupes    | 2e tour        | éliminé au 2e tour        | RK Tutunski Kombinat Prilep |
| Initia HC Hasselt | Coupe Challenge     | 1/16 de finale | éliminé au 1/16 de finale | Chakhtar Akademia Donetsk   |

### Bilan de la saison
| Tableau d'honneur de la saison 2001-2002 |                   |                |
| Compétition                              | Vainqueur         | Commentaire    |
| Championnat de Belgique                  | HC Eynatten       | 3e titre       |
| Coupe de Belgique                        | Sporting Neerpelt | 8e victoire    |
| Qualifications européennes               |                   |                |
| Compétition                              | Qualifiés         | Qualifiés      |
| Ligue des champions                      | HC Eynatten       | Premier tour   |
| Coupe EHF                                | HC Herstal/Ans    | Premier tour   |
| Coupe des coupes                         | Sporting Neerpelt | Troisième tour |
| Coupe Challenge                          | Union beynoise    | 1/16 de finale |
| Promotions et relégations                |                   |                |
| Promu en Division 1 (D1)                 | HBC Izegem        | ? (D2)         |
| Relégation en Division 2 (D2)            | Ajax Lebbeke      | ?              |